# Cantone di Plérin
Il Cantone di Plérin è una divisione amministrativa dell'Arrondissement di Saint-Brieuc.
A seguito della riforma approvata con decreto del 13 febbraio 2014, che ha avuto attuazione dopo le elezioni dipartimentali del 2015, è passato da 3 a 4 comuni. Dal 1º gennaio 2016 per effetto di una fusione i comuni sono tornati a 3.

## Composizione
I 3 comuni facenti parte prima della riforma del 2014 erano:
- Plérin
- Pordic
- Trémuson

Dal 2015 al cantone è stato aggiunto il comune di Tréméloir che poi dal 1º gennaio 2016 si è fuso con il comune di Pordic.